# CLAMP学園怪奇現象研究会事件ファイル
『CLAMP学園怪奇現象研究会事件ファイル』（クランプがくえんかいきげんしょうけんきゅうかいじけんファイル）は、松本富之の小説作品。イラストはCLAMP。
『CLAMP学園探偵団』『学園特警デュカリオン』『20面相におねがい!!』などに登場する「CLAMP学園」を舞台に、漫画原作ではないオリジナルのキャラクターが活躍する。作者がデザインしたテーブルトークRPG『CLAMP学園TRPG』を、原案者であるCLAMPを交えて実際にプレイした話がベースになっている。ここでは、リプレイ『こちらCLAMP学園怪奇現象研究会』も含めて解説する。

## ストーリー
若者の才能を伸ばすことを理念に掲げ、種々の才能を持つ学生を広く受け入れている巨大学園都市「CLAMP学園」。その一角に、学園内で起きる怪奇現象を追い、その真相を解き明かそうとする同好会「怪奇現象研究会」が存在した。学生会未公認でありながら、超能力・霊能力などCLAMP学園でも珍しい異能の持ち主が集まったこの同好会は、怪奇現象の解決を功績にして正規のクラブへ昇格すべく、今日も怪奇現象の噂を追うのである。

## 登場人物
声のデータはCDドラマ版による。

### 怪奇現象研究会
CLAMP学園の未公認同好会。元学園生徒・花柳院響子によって設立された。当初は文献や資料を机上で考察するだけの地味な会だったが、花柳院会長が卒業前に勧誘した二代目会長・亜細亜堂ユウキによって、学園内で起きる怪奇現象を実地調査するフィールドワーク中心の活動に変化した。
亜細亜堂 ユウキ（あじあどう ユウキ）
声 - 三石琴乃
CLAMP学園高等部2年A組、16歳。心は女性だが体はれっきとした「男子」。テレポート能力を有する（ただし、40センチ以上の高さから垂直落下しなければ発動しない）超能力者。怪奇現象研究会と演劇部に所属している。演劇部で舞台から落ちる事故にあった際超能力が覚醒したのをきっかけに、先代の怪奇現象研究会会長に新会長としてスカウトされた。研究会を学園公認団体にするという目標を立てているが、基本的に仕事は他の部員に押し付ける。
身長158cm、体重（非公開）。
能力値：「知力」・A、「体力」・F、「時の運」・G。特殊技は≪Sci-fi≫（テレポート）。
TRPGでの担当プレイヤーは岡崎武士。
兎屋 高雪（うさぎや たかゆき）
声 - 置鮎龍太郎
CLAMP学園高等部2年B組、16歳。彼の家に昔から居たというメイドの幽霊「こいずみさん」を日夜こき使っている。自他共に認める頭脳派で、変わり者ぞろいの怪奇現象研究会で纏め役を務める。初恋の相手が当時から女装していたユウキだという過去を持つが、幸いというべきか双方気付いていない。
身長175cm、体重62kg。
能力値：「知力」・A、「体力」・F、「時の運」・E。特殊技は≪下僕≫（こいずみさん）。
TRPGでの担当プレイヤーは大川七瀬。
水鏡 美冬（みずかがみ みふゆ）
声 - かかずゆみ
CLAMP学園高等部3年Z組、18歳。童顔だが、剣術の達人でいつも背中に名刀「虎徹」を隠し持っている。その剣術の才能でZ組特待生に選ばれるほどの実力者だが、一方で知力面は壊滅的である（TRPGでの知力ランクはG（幼児並み）で、初等部の光司より低い）。しかし、体育会系の元気のいい性格と、どこか子供っぽい言動が受けて、主に女子学生の間で人気を博している。
身長159cm、体重（非公開）。
能力値・「知力｣・G、「体力」・A、｢時の運｣・D。特殊技は≪剣客≫。
TRPGでの担当プレイヤーは五十嵐さつき。
伊吹 りおん（いぶき りおん）
声 - 山本麻里安
CLAMP学園中等部2年C組、14歳。家は由緒ある神社で代々霊能力を司る家系に生まれた。霊たちの声を聞くことが出来る。除霊術なども修行中だが、こちらの腕はまだまだ。実は学内男子の間で人気があるのだが、下心を持って近づこうとすると彼女の周囲にいる霊たちによってたちまち霊障が発生するため誰も近づけず、りおん本人も想われていることに気付いていない。
身長157cm、体重48kg。
能力値：｢知力｣・D、｢体力」・F、｢時の運」B。特殊技は≪第六感≫。
TRPGでの担当プレイヤーは猫井みっく。
鷹村 光司（たかむら こうじ）
声 - 阪口大助
CLAMP学園初等部6年A組、11歳。忍者の名門である鷹村家の分家に生まれた。『CLAMP学園探偵団』の鷹村蘇芳は従兄弟に当たる。彼自身も忍術を習得しているが、まだ子供なので体力が技術に追いつかない。
身長150cm、体重46kg。
能力値：｢知力｣・F、「体力」・D、「時の運」・B。特殊技は≪忍者≫。
TRPGでの担当プレイヤーはもこなあぱぱ。

### その他
こいずみさん
声 - 川澄綾子
兎屋家に仕える幽霊メイド。現在は高雪直属でCLAMP学園に同行している。幽霊なのでどこへでもふわふわと入り込むことができ、一方で物に触れることもできるが、昔の人なので最新の機械などについては全く知識が無い。高雪とは魂が繋がっており、どこからでも彼の居場所を特定することができる。
教授
声 - 松本保典
CLAMP学園大学部の物理学教授。本編中では“教授”とのみ呼称されるため本名不詳。元々怪奇現象研究会のファンで彼らの活動を興味深く見守っており、後に趣味が高じて怪奇現象研究会の顧問を引き受けることになる。
高梨 見晴流（たかなし みはる）
CLAMP学園生活管理委員会の会長。学園内で怪事件が発生する際に必ず居合わせる怪奇現象研究会こそが事件の元凶だと信じており、研究会を解散させるために策略をめぐらせている。
龍ヶ崎 太郎（りゅうがさき たろう）
CLAMP学園高等部2年D組、16歳。生活管理委員会所属。怪奇現象研究会の活動を日々監視している。彼自身も研究会の活動を宜しからぬものと考えてはいるが、上司である高梨の私怨によってしばしば強硬な手段を取らされることも。
能力値：｢知力｣・C、「体力」・B、｢時の運｣・G。特殊技は≪家庭科≫1レベル（主に掃除、清掃関係）、≪コンピュータ≫0レベル（会計監査技術）。
TRPGでのプレイヤーは松本富之（調停者兼務）。

## 時系列順エピソードリスト
第0話　呪いのアイス事件
『CLAMP学園公式ガイドブック』収録リプレイ『我ラ斯ク「怪奇」ヲ探求セリ』
※「第0話」の表記から分かるように、第1話以降に「新会長の就任直後」を想定して行われたセッション。
第1話　謎のオーパーツ事件
『こちらCLAMP学園怪奇現象研究会』収録リプレイ
第2話　遺跡からの使者事件
『こちらCLAMP学園怪奇現象研究会』収録リプレイ
第3話　夢見るミイラ事件
『こちらCLAMP学園怪奇現象研究会』収録リプレイ
第4話　佇む物の怪事件
『こちらCLAMP学園怪奇現象研究会』収録『小説　こちらCLAMP学園怪奇現象研究会』
第4.5話　宇宙（そら）からの侵略者事件
『CLAMP学園怪奇現象研究会事件ファイル1』収録
※作中の事情により、研究会のファイルには記載されていない
第5話　地下鉄道の怪物事件
『CLAMP学園怪奇現象研究会事件ファイル1』収録『プロローグ』『インターミッション』『エピローグ』
※単行本未収録作品を分割し、短編の前後に挿入する形で再編収録している。
第6話　過去からの贈り物事件
『CLAMP学園怪奇現象研究会事件ファイル1』収録
第7話　招かれざる“ひと”事件
『CLAMP学園怪奇現象研究会事件ファイル2』収録
第7.5話　許されざる“もの”事件
『CLAMP学園怪奇現象研究会事件ファイル2』収録
※作中の事情により、研究会のファイルには記載されていない
第8話　今そこにある、すぐにでも降りそうな「天使」事件
『CLAMP学園怪奇現象研究会事件ファイル3』収録

## 関連作品
- 角川ティーンズルビー文庫
  1. CLAMP学園怪奇現象研究会事件ファイル1 ISBN 4-04-437801-0
  2. CLAMP学園怪奇現象研究会事件ファイル2 ISBN 4-04-437802-9
  3. CLAMP学園怪奇現象研究会事件ファイル3 ISBN 4-04-437803-7
    - 本編。1・2巻は短編集、3巻は長編になっている。

  - KEI―夜明けのヴァンパイア ISBN 4-04-437804-5
    - 本編に登場したキャラクターの過去を扱ったスピンオフ作品。
- 角川ASUKAノベルス
  1. こちらCLAMP学園怪奇現象研究会 ISBN 4-04-701331-5
    - リプレイ本。リプレイ3本に加え、小説版『こちらCLAMP学園怪奇現象研究会』短編一本を収録。
- 角川あすかコミックスDX
  1. CLAMP学園公式ガイドブック ISBN 4-04-852814-9
    - CLAMP学園TRPG基本ルールと共に、リプレイ『我ラ斯ク「怪奇」ヲ探求セリ』を収録。
- CDドラマ
  1. CLAMP学園怪奇現象研究会事件ファイル1st FILE
  2. CLAMP学園怪奇現象研究会事件ファイル2nd FILE
  3. CLAMP学園怪奇現象研究会事件ファイルSTRIKE SPARKS